# Conversione di Saulo (Michelangelo)

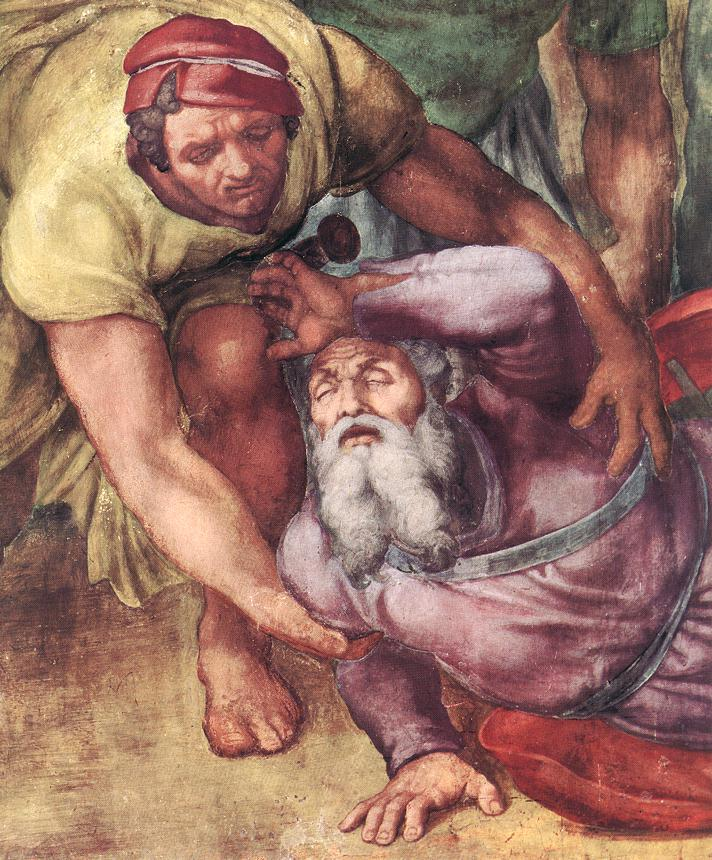
Dettaglio

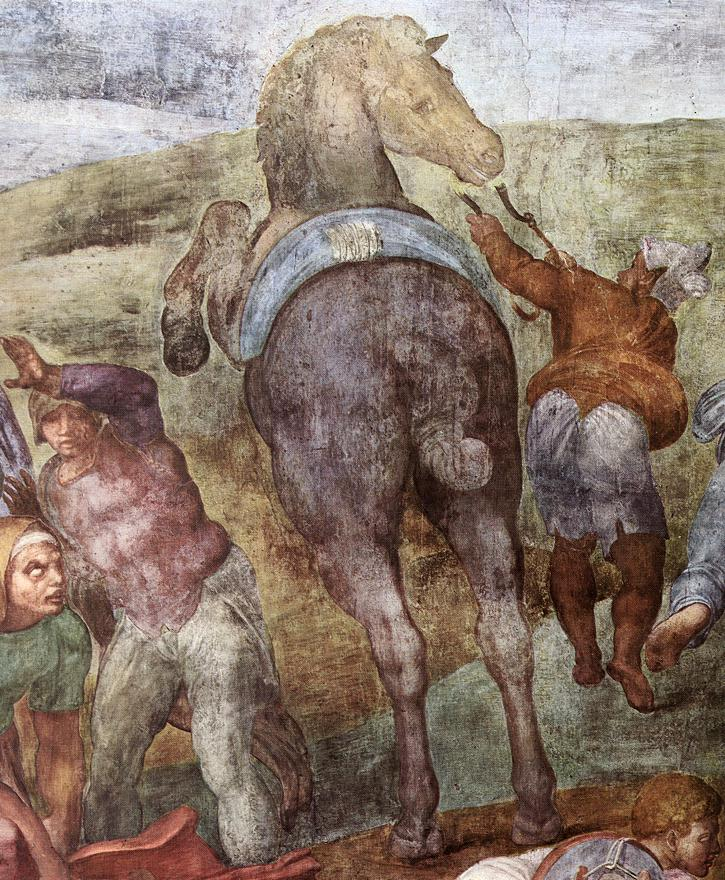
Dettaglio

La Conversione di Saulo (o di san Paolo) è un affresco (625x661 cm) di Michelangelo Buonarroti, databile al 1542-1545 e situato nella Cappella Paolina in Vaticano. 

## Storia
Michelangelo aveva da poco terminato il Giudizio Universale nella Cappella Sistina che Paolo III gli propose un nuovo incarico, questa volta legato più strettamente al suo nome. Il papa aveva infatti fatto costruire, tra il 1437 e il 1540, una cappella palatina "parva" nel palazzo Apostolico, e desiderava che il celebre artista la decorasse con affreschi, legati ai titolari della cappella, nonché della diocesi di Roma, i santi Pietro e Paolo.
L'inizio dei lavori alla Paolina risale all'ottobre o al novembre 1542 e l'artista vi si applicò con una lentezza maggiore rispetto ai grandi affreschi della Sistina, dovuta alla senilità e agli acciacchi. Nel 1544 infatti l'artista ebbe una grave malattia che causò una sospensione. Il primo dei due affreschi ad essere compiuto, la Conversione di Saulo, doveva essere terminato entro il 12 luglio 1545 e al 10 agosto era già stata preparata la parete per l'altro affresco, la Crocifissione di san Pietro. Quell'anno scoppiò un incendio in cappella, che comportò un ulteriore ritardo ai lavori, e di nuovo nel 1546 l'artista si ammalò. Alla morte di Paolo III, nel novembre del 1549, la Crocifissione non era ancora completa, e si dovette aspettare almeno il marzo 1550 per vederla terminata. Forse era intenzione di Paolo III affidare a Michelangelo anche la decorazione delle altre pareti, ma il nuovo pontefice non rinnovò l'incarico all'artista ormai settantacinquenne, che vennero poi decorate, durante il pontificato di Gregorio XIII, da Lorenzo Sabatini e Federico Zuccari con altre storie delle vite dei due santi.
Gli affreschi michelangioleschi subirono alcuni minori restauri: nel 1934 si constatò come essi fossero in larghissima parte autografi di Michelangelo (essendo dopotutto abituato a lavorare senza assistenti), con solo qualche intervento "moralizzatore" dopo la Controriforma su panneggi che coprissero alcune nudità degli angeli e con alcuni ripassi a tempera, non estesi, specie sulle zone paesistiche. 
Il restauro più importante delle opere, che ne ha ripristinato la delicata cromia, si è concluso nel 2009.

## Descrizione e stile
L'impostazione degli affreschi della Paolina risente fortemente dell'influenza degli ambienti riformistici del "Circolo di Viterbo", frequentati dall'artista, con i soggetti sacri che non si pongono come esempi dogmatici da imitare, ma piuttosto come spunti di riflessione sui cardini della fede cristiana. 
Nella Conversione di Saulo (Atti degli Apostoli IX, 3 e ss.), cioè di san Paolo, il protagonista è, contrariamente a quanto dicono le fonti, anziano ed ha le fattezze dello stesso Michelangelo, come ha ricordato lo stesso papa Benedetto XVI nell'omelia del 4 luglio 2009 per la riapertura della restaurata Cappella Parva). Saulo, disteso a terra dopo la caduta da cavallo sulla via di Damasco, è accecato da un raggio luminoso inviato dalla possente figura di Cristo in cielo, circondato da angeli. La grazia divina lo ha colpito  senza motivo e lo ha trasformato da persecutore dei cristiani in apostolo delle genti. Dando il proprio  volto di settantenne al trentenne Saulo/Paolo, Michelangelo vuole significare di essere stato anche lui toccato dalla grazia e di aver capito quanto sterile  fosse stato  il tempo da lui dedicato a cercare la perfezione di Dio nella bellezza dei corpi umani (maschili) restandone schiavo (Rima 285). D'ora in poi la sua arte sarà non più pagana, ma cristiana e cercherà di mostrare non più corpi ma Dio come spirito. Anche Michelangelo si sente dunque chiamato a svolgere una funzione di apostolo che culminerà nella Pietà Rondanini. Il futuro "Apostolo delle genti" cerca di coprirsi il volto con la mano e la sua figura riecheggia quella posta in basso a destra nella Cacciata di Eliodoro dal tempio di Raffaello, nonché un modello in cera per un dio fluviale eseguito dallo stesso Michelangelo nel 1524 ca. per le tombe medicee della Sagrestia Nuova della basilica di San Lorenzo a Firenze, e oggi conservato nel museo di Casa Buonarroti. 
Il gesto divino taglia in due lo spazio pittorico, separando gli angeli in due gruppi simmetrici e generando sgomento e paura tra il corteo attorno a Saulo, che cerca scampo fuggendo verso i margini del paesaggio, dove si trovano brulle colline. Come nel Giudizio, si crea un movimento a vortice che investe i gruppi di figure, accentuandone il dinamismo.  
Notevoli sono gli scorci del Cristo o del cavallo imbizzarrito dallo spavento. A destra si vede una rappresentazione ideale di Damasco.
Nella cappella Paolina l'esposizione dei corpi nudi fu considerata indecorosa, tuttavia le nudità degli angeli nella Conversione di Saulo non suscitò lo scandalo causato dai nudi del Giudizio Universale e venne ritoccata senza troppi clamori. Molti furono i giudizi negativi che riguardavano i rapporti proporzionali delle figure, talvolta fortemente innaturali. È il caso del possente braccio destro di Cristo, decisamente sovradimensionato rispetto al corpo; inoltre, le creature angeliche che lo circondano sono sensibilmente più piccole rispetto alla figura centrale. Nella Crocifissione di san Pietro invece, le dimensioni di Pietro risultano eccessive. Infatti Michelangelo, prima della realizzazione degli affreschi, aveva detto che avrebbe dipinto "figure mal contente", ed è quindi possibile che abbia lasciato sfogo al suo sarcasmo proprio nella cappella che rappresentava il cuore del cerimoniale vaticano: l'incarico affidatogli era troppo rilevante.

## Galleria d'immagini

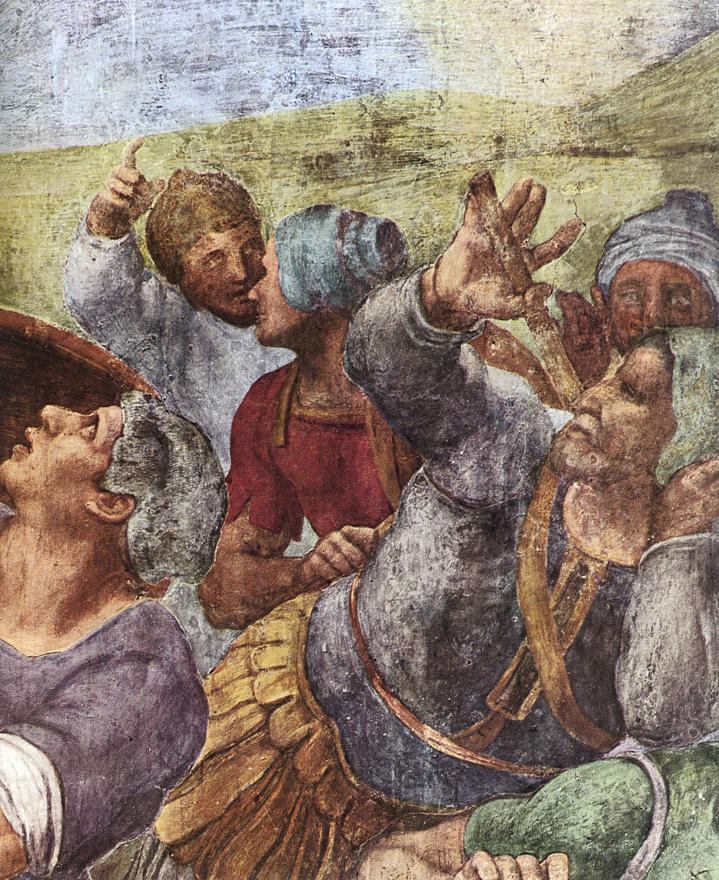
Dettaglio
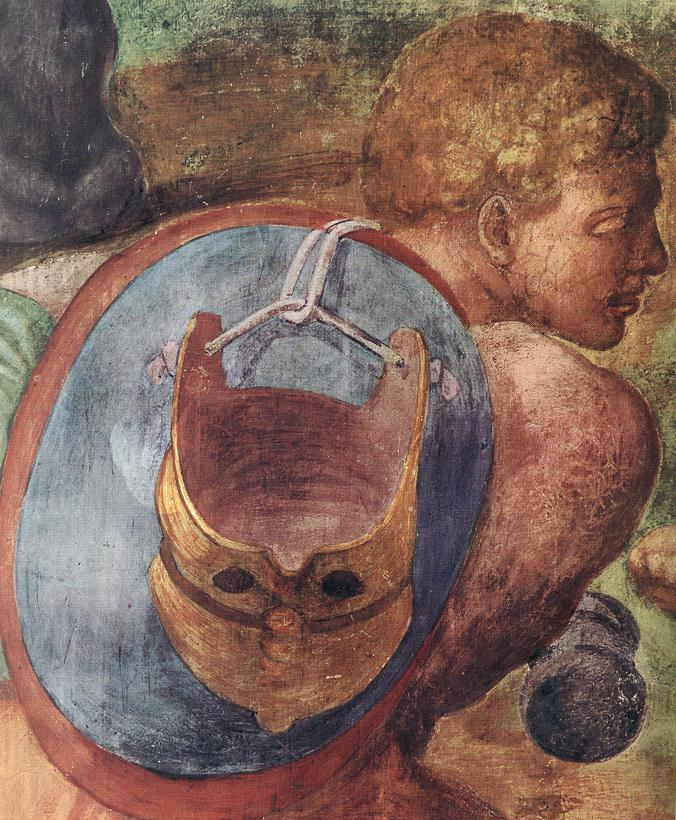
Dettaglio
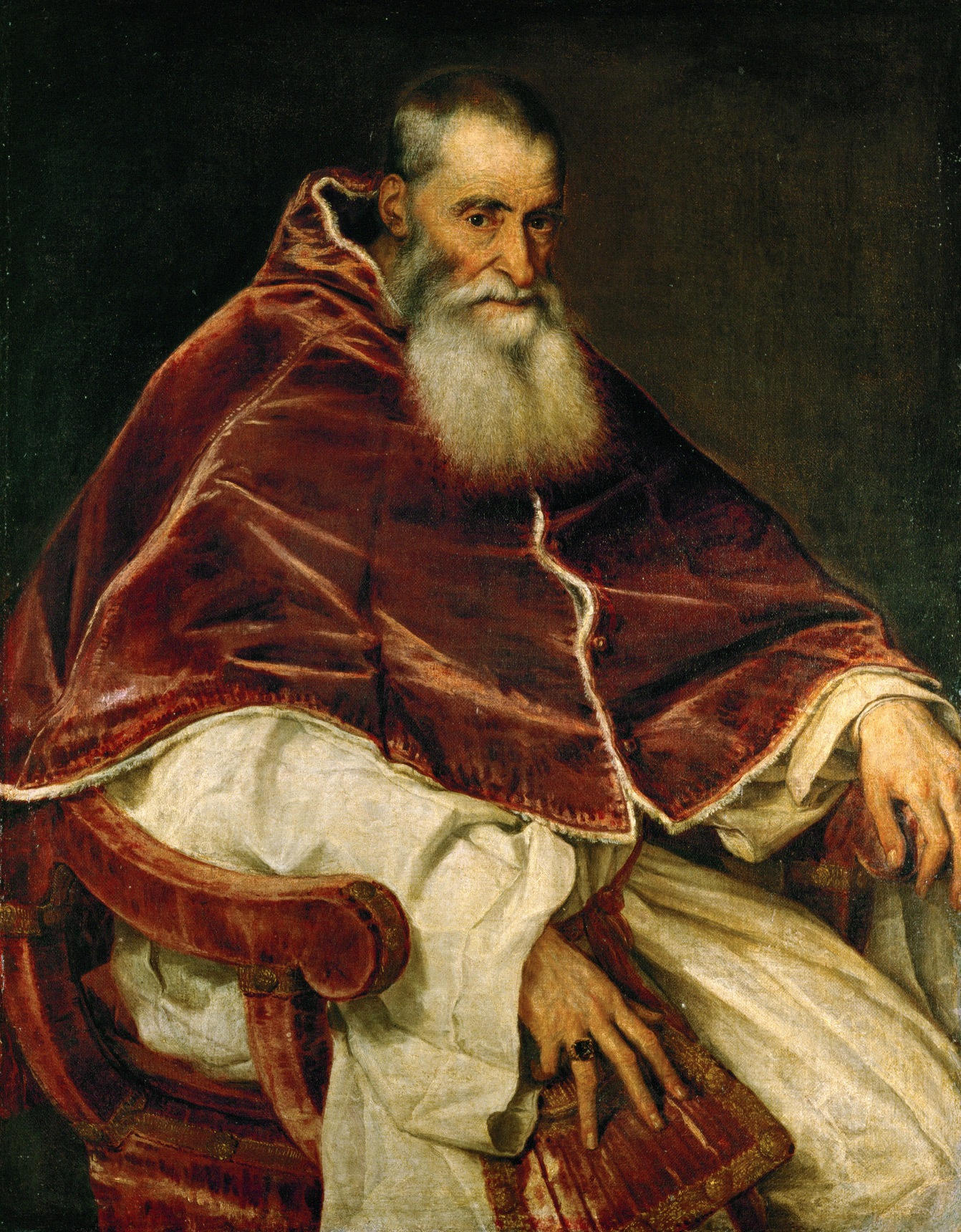
Tiziano, Ritratto di Paolo III